# Aaron Staton
Aaron Staton, född 2 augusti 1980 i  Huntington i West Virginia, är en amerikansk skådespelare. Han är bland annat känd för sin roll som Kenneth Cosgrove i den hyllade TV-serien Mad Men.

## Biografi

### Uppväxt och utbildning
Staton föddes 1980 i Huntington, West Virginia. Han växte upp mestadels i Jacksonville, Florida och tog examen vid Terry Parker High School 1998. Han tog därefter examen på Carnegie Mellon School of Drama.

### Karriär
Tillsammans med resten av skådespelarna i Mad Men vann Staton en Screen Actors Guild Award för bästa ensemble i dramaserie 2008 och 2009. Han har han också gjort framträdanden i tv-serier som Law & Order: Special Victims Unit, Sjunde himlen och Brottskod: Försvunnen. Staton framförde omfattande röst- och ansiktsskådespel för TV-spelet L.A. Noire, där han spelar huvudpersonen, Cole Phelps. Han blev nominerad till en BAFTA Game Award för sin prestation i L.A. Noire, men han förlorade mot Mark Hamill i Batman: Arkham City.

### Privatliv
Staton är sedan 2006 gift med skådespelaren Connie Fletcher, och tillsammans har de en son, Beckett, född 29 juni 2010.

## Filmografi
| År        | Titel                             | Roll         | Notering                                                               |
| --------- | --------------------------------- | ------------ | ---------------------------------------------------------------------- |
| 2005      | Law & Order: Special Victims Unit | Andy Wall    | 1 avsnitt                                                              |
| 2006      | Sjunde himlen                     | Daniel       | 3 avsnitt                                                              |
| 2007      | August Rush                       | Nick         |                                                                        |
| 2007      | One Night                         | Leroy        |                                                                        |
| 2007      | The Nanny Diaries                 | John         |                                                                        |
| 2007      | I Believe in America              | Rodney       |                                                                        |
| 2007      | Descent                           | Jareds vän   |                                                                        |
| 2007      | Brottskod: Försvunnen             | Hugh Dolan   | 1 avsnitt                                                              |
| 2007–idag | Mad Men                           | Ken Cosgrove | Screen Actors Guild Award för bästa ensemble i dramaserie (2008, 2009) |
| 2008      | Imaginary Bitches                 | Bruce        | 1 avsnitt                                                              |
| 2011      | The Good Wife                     | Todd Roda    | 2 avsnitt                                                              |
| 2013      | Person of Interest                | Hayden Price | 1 avsnitt                                                              |
| 2014      | Preservation                      | Mike Neary   |                                                                        |

### TV- och datorspel
| År   | Titel      | Roll        | Notering                                                      |
| ---- | ---------- | ----------- | ------------------------------------------------------------- |
| 2011 | L.A. Noire | Cole Phelps | Nominerad — BAFTA Game Award för bästa prestation i datorspel |